# Endlicheria directonervia
Endlicheria directonervia är en lagerväxtart som beskrevs av C. K. Allen. Endlicheria directonervia ingår i släktet Endlicheria och familjen lagerväxter. Inga underarter finns listade i Catalogue of Life.